# Брюнны
Брю́нны (англ. Bruenn; нем. Brünn) — один из антропологических типов европеоидной расы, характеризующийся архаическими чертами, восходящими (наряду с представителями фальской расы и борребю) к верхнепалеолитическим типам (высокий рост, массивность телосложения, широкое лицо). Выделен американским антропологом К. Куном. Подразделяется на два типа:
- Ирландский брюнн распространён в западной Ирландии, главным образом в графствах Корк, Клэр и Керри (40 % ирландцев). Отличается, главным образом, мезобрахицефалией и кудрявыми, часто огненно-рыжими волосами.
- Скандинавский брюнн распространён главным образом в юго-западной Швеции и является синонимом фальской расы.

Назван по имени черепа, найденного близ чешского города Брно.